# Daniel Le Meur
Daniel Le Meur foi um político francês. Foi deputado pelo 2º círculo eleitoral de Aisne de 1973 a 1993 (incluindo a 8ª legislatura (1986-1988), quando os deputados foram eleitos por representação proporcional por departamento) e o Presidente da Câmara de Saint-Quentin, Aisne de 1977 a 1983 e de 1989 a 1995. Ele era membro do Partido Comunista Francês.

## Biografia
Ele trabalhou como metalúrgico em Motobécane, onde foi delegado da CGT em 1965.
Ele ingressou no Partido Comunista em 1956, e fazia parte do escritório da federação de Aisne. Foi membro suplente da comissão central em fevereiro de 1976 (XXII congresso).